# Mamiellophyceae
Mamiellophyceae je třída zelených řas nově vyčleněná z parafyletických prasinofyt na základě molekulárně-biologických fylogenetických analýz.
Jedná se o jednobuněčné vodní řasy. Zpravidla žijí v mořích, ale existují i sladkovodní druhy. Zploštělé oválné buňky mají zpravidla 2 bičíky, někdy však jen jeden, či žádný. Jeden či dva chloroplasty v buňce jsou ohraničeny dvojitou membránou, obsahují fotosyntetická barviva chlorofyl a a b, téměř vždy doprovázené prasinoxanthinem.

## Systém[1]
Třída: MAMIELLOPHYCEAE Marin et Melkonian 2010
- řád: Mamiellales Moestrup 1984
  - čeleď: Bathycoccaceae Marin et Melkonian 2010 (Bathycoccus, Ostreococcus)
  - čeleď: Mamiellaceae Moestrup 1984 (Mamiella, Mantoniella, Micromonas)
- řád: Dolichomastigales Marin et Melkonian 2010
  - čeleď: Dolichomastigaceae Marin et Melkonian 2010 (Dolichomastix)
  - čeleď: Crustomastigaceae Marin et Melkonian 2010 (Crustomastix)
- řád: Monomastigales Marin et Melkonian 2010
  - čeleď: Monomastigaceae Marin et Melkonian 2010 (Monomastix)